# Sabres (Landes)
Sabres település Franciaországban, Landes megyében. Lakosainak száma 1191 fő (2022. január 1.). Sabres Arengosse, Commensacq, Labrit, Luglon, Luxey, Morcenx-la-Nouvelle, Solférino, Trensacq, Vert és Sore községekkel határos.

## Népesség
A település népessége az elmúlt években az alábbi módon változott:
| Lakosok száma | 1143 | 1058 | 1096 | 1189 | 1210 | 1196 | 1174 | 1165 | 1163 | 1191 |
|               | 1968 | 1982 | 1990 | 2006 | 2013 | 2015 | 2017 | 2019 | 2020 | 2022 |